# 急進左派連合
急進左派連合（きゅうしんさはれんごう、ギリシア語: Συνασπισμός Ριζοσπαστικής Αριστεράς、略称：ΣΥΡΙΖΑ, SYRIZA, シリザ）は、ギリシャの左派政党である。ヨーロッパにおけるポピュリズム政党の先駆け。

## 歴史

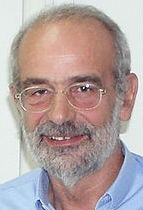
元党首のアレコス・アラヴァノス

2004年の議会選挙の前に、SYRIZAの最大勢力である「左翼運動・エコロジー連合」（シナスピスモス）を中心に、左派グループの左翼連合（比較的穏健な民主社会主義者から従来は極左とされてきた毛沢東主義やトロツキストを含み、環境主義と結びついたいわゆる「緑の左翼」や、対EU姿勢ではユーロコミュニズムから欧州懐疑主義に至る、30の組織と無所属の政治家からなる広範な布陣）として結成された。その構成に結びついたプロセスのルーツは、「左派の統一と共同行動に関する会議の広場」にまでさかのぼることができる。「広場」は、ギリシャの様々な組織で構成され、異なるイデオロギーや歴史的背景にもかかわらず、1990年代の終わりにギリシャで発生した、コソボ紛争や民営化、社会権などのようないくつかの重要な問題について、一般的な政治的活動を共有した。2001年の「広場」では、参加団体が次のもののような問題にともに取り組むことができる共通基盤を提供した。
- 年金と社会保障制度の新自由主義の改革に対抗する
- 新テロリスト法への反対
- 2001年ジェノバのG8サミットにおける国際的なデモンストレーションへのギリシャ参加の準備

※（G8サミットでは、反グローバリズム、行き過ぎた資本主義に反対する市民の示威運動が起こった。）
「広場」は政治的な組織ではなかったにもかかわらず、むしろ参加した政党や組織を互いに結びつけ、2002年の地方選挙では、いくつかの選挙同盟をもたらした。その最も成功したものに、マノリス・グレゾス（Manolis Glezos）によって、アテネ・ピレネウス広域自治体のために導かれたものがある。「広場」はまた、構成するいくつかの政党や組織を大きなヨーロッパ社会フォーラム（The European Social Forum）の一部として、ギリシャ社会フォーラム（the Greek Social Forum）を成立させる共通の地盤を準備した。
2004年の議会選挙の時に各組織は発展解消し、正式にSYRIZAという名称の政治組織となった。最も多い「広場」の参加者は、選挙同盟を導く共通のプラットフォームの発展を求めた。このことは、2004年1月に急進左派連合の結成を最終的に導くこととなった。

2004年1月に急進左派連合を形成した政党は、以下のとおりである。
- 「左翼運動・エコロジー連合」Synaspismos（SYN）
- 「革新共産主義エコロジー左派」Renewing Communist Ecological Left（AKOA）
- 「国際主義労働者左派」Internationalist Workers Left（DEA）
- 「左派活動統一運動」Movement for the United in Action Left（KEDA、ギリシャ共産党の分派）
- 「市民活動家」Active Citizens （a political organisation associated with Manolis Glezos）
- 「無所属左翼活動グループ」（Other independent left-wing groups or activists）

2008年に、シナスピスモスの議長が、急進左派連合結成の立役者アレコス・アラヴァノスから若手の33歳のアレクシス・ツィプラスに交代すると、翌2009年に急進左派連合の党首もツィプラスへ交代した。

### ツィプラス体制
2012年5月6日に実施されたギリシャ総選挙では、ギリシャ政府による緊縮財政策に反対する国民の支持を受けて52議席を獲得し、二大政党の一翼を担ってきた全ギリシャ社会主義運動を抑えて第2党に躍進した。総選挙後の政権交渉が失敗に終わった結果、6月に行われた再選挙でも得票と議席を伸ばしたが、第2党に留まった。
2015年1月25日に実施された議会総選挙では、単独過半数には至らなかったものの149議席（定数300）を獲得した。これにより中道右派の新民主主義党や中道左派の全ギリシャ社会主義運動といった、従来の二大政党とされてきた勢力を抜いて、ついに第一党に躍り出た。翌26日、急進左派連合と同じく反緊縮財政を掲げる右派系の少数政党である独立ギリシャ人と協議を行い連立政権樹立に合意、党首のツィプラスが首相に就任して欧州初の反緊縮政権となった。
ツィプラスは選挙で有権者の判断を仰ぐため、首相を辞任し9月20日に総選挙が開かれることになった。ツィプラスは正直でありたいと述べ、EUとの交渉で譲歩を引き出せなかったことを認めた。これに対し、新民主主義党はギリシャの債権者への不誠実だと述べ、ツィプラスを嘘つき者だと批判した。その頃アンゲラ・メルケルはブラジル大統領ジルマ・ルセフと共にブラジルでくつろいでいた。ギリシャへの緊縮財政政策施行と金銭支援に関して、メルケルはIMFの関与はメルケルCDU政権にとって（金銭支援のための）必須条件であるとドイツ連邦議会に約束している。しかし国際通貨基金（IMF）とドイツとは足並みがそろっておらず、IMFはギリシャの債務減免を望んでいるが、ドイツ側が債務カットを拒否している。
選挙戦中盤の世論調査では新民主主義党が支持率約25%でSYRIZAの約24%を上回った。ツィプラスとSYRIZAが反緊縮を打ち出して2015年1月の選挙で勝利しながら、EU側との交渉が不調に終わり、結果としてメルケルとEUに白旗を挙げた。ツィプラスは金融支援の条件として増税や、500億ユーロ相当の国有資産の民営化など緊縮財政政と構造改革をギリシャに施行する約束になった。このことがギリシャ有権者を失望させた。
ツィプラスは二度目のチャンスを与えるように有権者に訴えかけた。ギリシャは単なる欧州の訪問者ではなく、欧州を変えるための主要な役割を果たす国家でなくてはならないとツィプラスは述べた。SYRIZAだけがギリシャ国民を守れるのだとツィプラスは主張した。選挙直前のSYRIZAの集会にはポデモスの代表も応援に駆けつけた。2015年9月20日の総選挙でSYRIZAが得票率35.5%で新民主主義党の28.1%を上回って勝利した。
しかし、2019年の欧州議会選挙では21議席中6議席にとどまり、更に7月7日の総選挙では86議席しか獲得できず、第二党に転落し、下野した。
2023年6月25日の総選挙ではさらに議席を減らし、48議席にとどまった。選挙後、ツィプラスは党首を辞任すると表明した。

## 実施した政策

### 経済
2015年6月、ギリシャ政府はIMFやEUから提起された155億ユーロの金融支援を拒否した。
2015年7月、ギリシャは、IMFに対して債務不履行に陥った先進国としては最初の事例となった。
2015年12月ギリシャにとって国有資産の売却民営化、構造改革、緊縮財政政策などを柱とした2016年度の予算が賛成153反対145で可決承認された。この予算には約500億ユーロの国有資産売却、公務員の賃金カット、年金制度改革などが含まれている。
2015年12月中旬、ツィプラス政権はギリシャ14の空港をドイツの会社に賃貸し運営させるための法案を承認した。ギリシャ空港民営化はEU側から求められたものである。その法律に則り、ドイツの会社Fraportとギリシャの会社が共同でコルフ国際空港など14の空港を40年間使用できる権利を得た。賃貸料は年間2300万ユーロである。SYRIZAは社会正義を取り戻すという公約を忘れてはいないとツィプラスは述べた。
2015年12月上旬ツィプラス政権はギリシャの銀行への三度目の資本再構成を行った。だが依然としてギリシャの銀行システムは脆い。2009年9月にはギリシャの銀行に約2400億ユーロの預金があったが、ギリシャ危機が継続するにつれその金額の半分が海外の口座などに移った。

### 難民問題
2015年欧州難民危機に際してギリシャを経由して多くの難民がドイツに向かっており、EU側はギリシャの対応を批判する。「ギリシャの国境審査には大きな欠陥がある。ギリシャは義務を果たしていない」とヴァルディス・ドンブロウスキスは述べる。
確かにツィプラス政権は難民と経済移民とを区別することを原則的に拒否してきたため、ギリシャに入国した移民は国外退去処分を心配する必要がなくなり、多くの移民がギリシャへと渡るようになった。しかしながら、EUに流入する難民の数が増えた責任の所在はギリシャ政府のみならず、アンゲラ・メルケルが2015年8月に発した公的な声明にもある。これはドイツが難民を歓迎するというものであり、その公式発表以降シリアからの難民はドイツへと向かうようになった。SYRIZA政権は2016年1月時点で既にEUの規則に基づいてEU国境審査機関と協調しており、EUとの合意に則って4つの難民受け入れセンターを建設した。こうした理由から、ギリシャ政府が十分な対応をしていないとの批判はもはや公正なものではないとも言える。
その状況下で、移民流入を抑えるためにEU側はギリシャをシェンゲン圏から排除する案も出してきている。ギリシャの怠慢が移民・難民危機の発端であるというレトリックを使うことでこの動きが正当化されている。ギリシャとマケドニアとの国境が封鎖された場合、移民・難民はギリシャで立ち往生する可能性がある。ギリシャは6年以上にわたる緊縮財政政策のために既に経済が崩壊しており、病院や社会サービス等は限界点にきている。その状況でギリシャ政府が多くの移民・難民に満足な食料や住居、医療サービスを供給させる義務を負わされることになり、社会の混乱は避けられない。

## その他
ギリシャの銀行の返済不能債務の管理をアウトソースする法案をツィプラス政権は計画している。SYRIZAが野党だった時代、債務をハゲタカファンドに移転することに激しく反対していた。
2016年1月ギリシャ金銭支援に関して、エフクリディス・ツァカロトスはIMFが関与することで合意したと発表した。だがIMFがどう関与するかは今後のギリシャとその債権者側との交渉次第である。もしEU側がギリシャの債務減免を可能にするとなればIMFは建設的な役割を果たすことができるとIMFは主張している。ツィプラスはIMFの交渉スタンスが建設的でないとしてIMFの介入を嫌っていた。IMFはギリシャの将来的な債務減免も視野に入れているが、それでもギリシャが構造改革を断行することを求めている。年金削減などの構造改革なくしてはIMFが金銭援助をしないとする態度を変えていない。EU側はギリシャが年間およそ18億ユーロの年金を削減することを要求している。